# Země Marie Byrdové

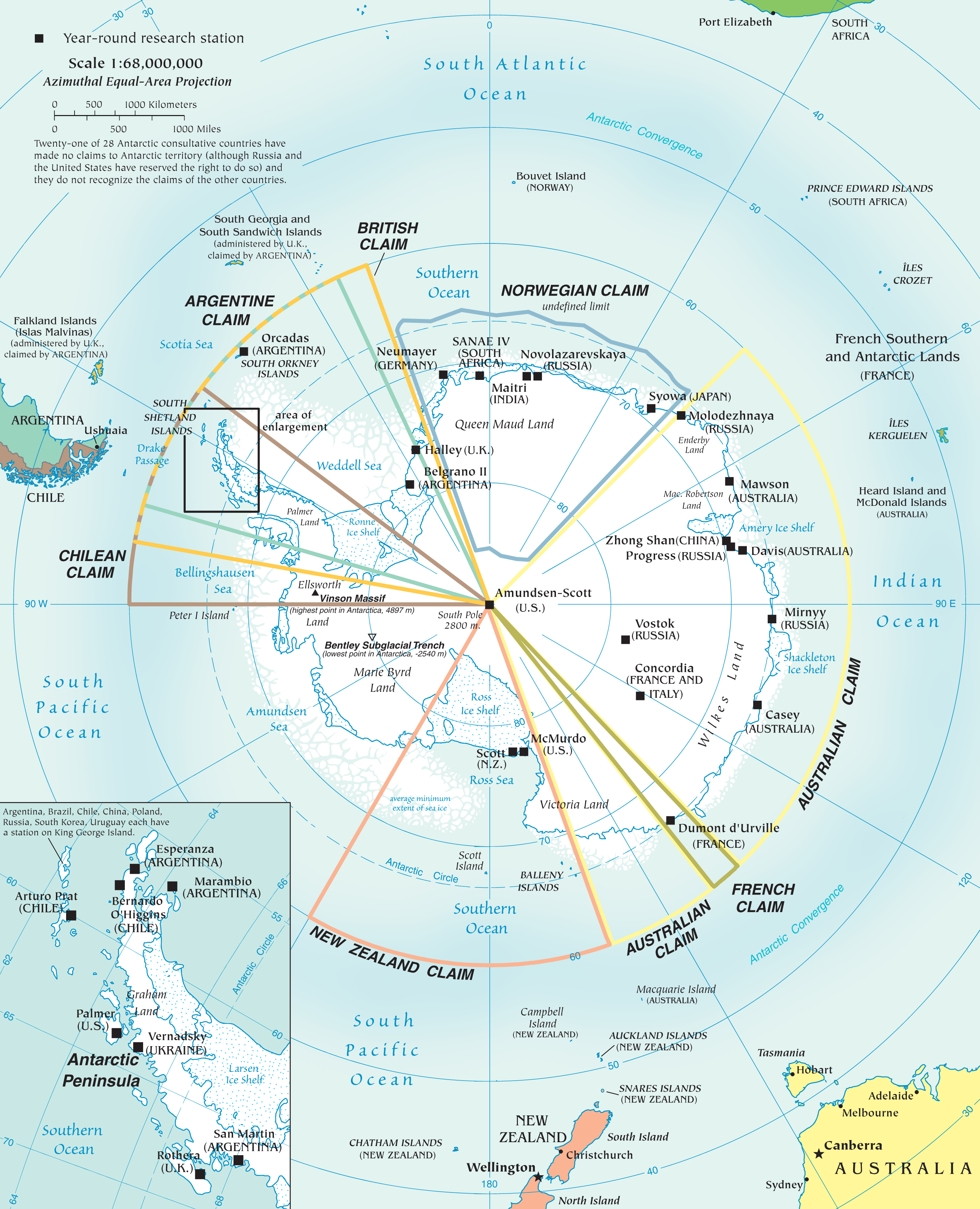
Mapa Antarktidy; Země Marie Byrdové je vlevo dole mezi nároky Nového Zélandu a Chile

Země Marie Byrdové je označení pro část západní Antarktidy vymezenou západními délkami 158° a 103° 24'. Na západě tedy sahá až k Rossovu šelfovému ledovci a Rossovu moři, na východě k Ellsworthově zemi.
Oblast pojmenoval po své manželce americký polárník Richard Evelyn Byrd, který ji prozkoumával při své expedici v roce 1929. Na rozdíl od jiných částí Antarktidy nikdy nevznesl nároky na Zemi Marie Byrdové žádný stát a vzhledem k rozloze se jedná o největší nezpochybňovanou zemi nikoho (na základě antarktického smluvního systému je ovšem zemí nikoho fakticky celá Antarktida).
V Zemi Marie Byrdové se nachází Bentleyho příkop, jehož dno leží 2555 metrů pod úrovní moře a je nejhlubším nezatopeným místem na zemském povrchu – ovšem je hluboko pod ledem. A jsou zde i naopak vysoké vrcholy, například štítová sopka Mount Sidley, s výškou 4285 metrů nejvyšší sopka Antarktidy.